# Vestíbulo de la vagina
En anatomía humana, el vestíbulo vaginal, vestíbulo de la vagina o vestíbulo vulvar (vestibulum vaginae) es la parte de la vulva ubicada entre los labios menores. En anatomía animal se denomina vestíbulo vaginal o vulvar al área comprendida entre la vulva y la entrada de la vagina. El límite entre vagina y vestíbulo vaginal está definido por la desembocadura de la uretra. En esta frontera se ubica también el himen. La hiena manchada no posee ni vestíbulo vaginal ni labios, en esta especie se reúnen la vagina y la uretra  en un único canal urogenital — de manera similar a los animales machos — que cursa por dentro de un clítoris de morfología alargada.

## Anatomía
Alrededor del vestíbulo vulvar se encuentran algunas glándulas que aseguran la humedad de la vagina, dado que esta última no posee glándulas por sí misma:
- Glándulas de Bartolini (glandula vestibularis major)
- Glándulas parauretrales («glándulas de skene»)
- Glándulas vestibulares menores ((glandulae vestibulares minores) )

Además de la musculatura lisa de la pared del vestíbulo, hay musculatura estriada (musculus constrictor vestibuli) encargada del cierre del vestíbulo vaginal. En algunas especies — como el ser humano, el perro o el caballo)— existe adicionalmente en las paredes vestibulares laterales un tejido eréctil especial (bulbus vestibuli) que corresponde análogamente al del pene (corpus spongiosum penis) de los individuos masculinos.

## Enfermedades
Las infecciones del vestíbulo vulvar aparecen principalmente en conjunto con una enfermedad de la vagina (vulvovaginitis).